# Steffen Ließ
Steffen Ließ (* 18. September 1964) ist ein deutsch-schweizerischer Schwimmtrainer und ehemaliger Schwimmer.

## Werdegang
Steffen Ließ lebte zwischen 1967 und 1972 in Indien, wo sein Vater beruflich tätig war.
Er besuchte die Kinder- und Jugendsportschule in Halle und wurde 1984 als deren Sportler des Jahres ausgezeichnet. Er wurde 1984 als Mitglied des SC Chemie Halle DDR-Meister über 400 m Freistil. Über dieselbe Strecke gewann er 1986 die Silbermedaille. Über 200 m Freistil wurde er 1984 Dritter bei den DDR-Meisterschaften sowie 1981 und 1986 ebenfalls Dritter über 1500 m Freistil. Bei den Europameisterschaften 1983 wurde er über 400 m Freistil Sechster und über 1500 m Freistil Siebter. Er schaffte die Qualifikation für die Olympischen Sommerspiele 1984, an denen die DDR, aufgrund eines Boykotts, aber nicht teilnahmen.
Im Frühsommer flüchtete Ließ aus der DDR, indem er sich bei einer Flugreise mit der DDR-Nationalmannschaft in ein Trainingslager nach Mexiko während einer Zwischenlandung auf dem Flughafen Schiphol in die Obhut der Niederlande begab. Er ging zunächst nach Nürnberg und zog dann nach Genf in die Schweiz zu seiner Freundin, die später seine Ehefrau wurde. Ließ setzte seine Leistungssportlaufbahn in der Schweiz fort, wurde Ende der 1980er und zu Beginn der 1990er Jahre Schweizer Meister.
Ließ, der sein Wirtschaftsstudium in der DDR begonnen hatte, war fast 15 Jahre im Bankwesen tätig. 2008 wurde er beim Schweizer Schwimmverband Leistungssportchef. Ab Oktober 2013 verlagerte sich seine Tätigkeit zu einem Teil auf den Aufbau von Dienstleistungs- und Betreuungsstrukturen für den Leistungssport am Nationalen Jugendsportzentrum Tenero. Ließ war bis September 2016 für den Schwimmverband in Leistungssportprojekten beschäftigt. Als Leiter der Schweizer Schwimmdelegation nahm er an den Olympischen Sommerspielen 2012 und 2016 teil. Seine vier Kinder betrieben ebenfalls Leistungsschwimmsport. Sein Sohn Alexandre war Olympiateilnehmer 2012 und Schweizer Rekordhalter über 200 m Delfin.